# 5月6日 (旧暦)
旧暦5月6日（きゅうれきごがつむいか）は旧暦5月の6日目である。六曜は仏滅である。

## できごと
- 慶長12年（グレゴリオ暦1607年6月29日） - 朝鮮使節が初めて江戸を訪問[要出典]
- 慶応元年（閏5月）（グレゴリオ暦1865年6月28日） - 坂本龍馬が長州藩の桂小五郎と会談し薩長連合が始動[要出典]

## 誕生日
- 承和2年（ユリウス暦835年6月5日） - 平良広[要出典]、平高望の四男で桓武平氏高望流の1人（+ 928年）
- 応保2年（ユリウス暦1162年6月20日） - 弁長、浄土宗の僧（+ 1238年）

## 忌日
- 舒明天皇7年（ユリウス暦635年5月27日） - 李淵（高祖）、唐の初代皇帝（* 566年）
- 天平宝字7年（ユリウス暦763年6月21日） - 鑑真、唐の大和尚・日本律宗の開祖（* 688年）
- 応永15年（ユリウス暦1408年5月31日） - 足利義満、室町幕府3代将軍（* 1358年）
- 天正15年（グレゴリオ暦1587年6月11日） -  大友宗麟、豊後の戦国大名（* 1530年）
- 慶長17年（グレゴリオ暦1612年6月5日） - 有馬晴信、キリシタン大名（* 1567年）
- 元禄7年（グレゴリオ暦1694年5月29日） - 三井高利、豪商・三井家の祖（* 1622年）